# Prognathorhynchus dividibulbosus
Prognathorhynchus dividibulbosus är en plattmaskart som beskrevs av Ax och Armonies 1990. Prognathorhynchus dividibulbosus ingår i släktet Prognathorhynchus och familjen Gnathorhynchidae. Inga underarter finns listade i Catalogue of Life.